# Louise Little
Louise Helen Norton Little (née Langdon), née en 1897 et morte en 1989, est une militante américano-grenadienne pour les droits civiques. Elle est la mère de Malcolm X.

## Biographie

### Histoire familiale et jeunesse
Little est née à La Digue, paroisse de Saint Andrew à  Grenade, île des Antilles, fille unique d'Edith Langdon. Edith était la fille de Jupiter et de Mary Jane Langdon, des « Africains libérés » qui avaient été capturés dans l'actuel Nigeria, avant d'être libérés du navire négrier par la Royal Navy, puis installés dans le village grenadien de La Digue. À l'âge de 11 ans, Edith, l'une des six enfants des Langdon, fut violée par un homme écossais « significativement plus âgé » nommé Edward Norton. De cette relation sexuelle forcée naît Louise, enfant unique d'Edith,.
Louise Little est élevé par ses grands-parents, Jupiter et Mary Jane, jusqu'à la mort de Jupiter en 1901 et celle de Mary Jane en 1916. Elle fait ses études dans une école anglicane locale et parle couramment l'anglais, le français et le créole grenadien (en). Après la mort de sa grand-mère, elle émigre de la Grenade en 1917 à Montréal, où son oncle Edgerton Langdon lui fait découvrir le garveyisme et l'Universal Negro Improvement Association (UNIA).

### Carrière
Par l'entremise de l'UNIA à Montréal, elle rencontre Earl Little, un artisan et pasteur laïc de Reynolds, en Géorgie. Le couple se marie le 10 mai 1919. L'année suivante, ils déménagent à Philadelphie, puis à Omaha dans le Nebraska en 1921. Pendant son séjour à Omaha, Louise devient secrétaire et reporter pour la section locale de l'UNIA, envoyant des nouvelles des activités locales de l'UNIA, dirigées par Earl, à Negro World ; ils inculquent l'autonomie et la fierté noire à leurs enfants,,. Leur fils Malcolm, devenu célèbre sous le nom de Malcolm X, déclarera plus tard que la violence blanche avait tué quatre des frères de son père. Un autre fils, Wilfred, affirmera quant à lui que Louise « avait reçu des lettres des dirigeants du mouvement la remerciant pour le travail qu'elle avait accompli et la félicitant pour son dévouement à la cause ». Earl et Louise ont eu sept enfants ensemble : Wilfred (1920–1998), Hilda (1921–2015), Philbert (1923–1993), Malcolm (1925–1965), Reginald (1927–2001), Wesley (1928–2009) et Yvonne (1929-2003).
En raison de menaces émises par le Ku Klux Klan, la famille déménage en 1926 à Milwaukee dans le Wisconsin, et, peu de temps après, à Lansing dans le Michigan. Alors, la famille se fait fréquemment harceler par la Black Legion, un groupe raciste blanc. Lorsque la maison familiale brûle en 1929, Earl accuse ainsi ce groupe raciste.
En 1931, Earl meurt au cours de ce que les autorités décrivent comme étant un accident de tramway. Cependant, Louise estime qu'il s'agit d'un meurtre perpétré par les membres de la Black Legion. Les rumeurs concernant le meurtre d'Earl par des racistes blancs se propagent amplement, suscitant un grand désarroi chez Louise et ses enfants.
Au cours des années 1930, des adventistes blancs du septième jour se portent témoins de la petite famille; plus tard, Louise Little et son fils Wilfred sont baptisés dans l' Église adventiste du septième jour. En 1937, un homme que Louise fréquentait — ensemble, ils avaient même évoqué le mariage — disparaît soudainement de sa vie lorsqu'elle tombe enceinte de son enfant, Robert (1938-1999). À la fin de l'année 1938, elle a alors une dépression nerveuse et se fait interner à l'hôpital psychiatrique d'État de Kalamazoo dans le Michigan. Les enfants sont donc séparés les uns des autres et envoyés dans des foyers d'accueil .
Louise Little est restée internée dans cet hôpital psychiatrique de 1939 à 1963. Malcolm — qui, entre temps, était devenu un délinquant, puis avait été condamné, emprisonné et libéré, et a connu la gloire sous le nom de Malcolm X, un important ministre de la Nation of Islam —  joint ses efforts à ceux de ses frères et de sœurs pour obtenir la libération sa mère de l'hôpital. À la suite de ces événements, Louise a vécu avec sa famille et sa descendance pour le reste de sa vie.